# Euodia cuspidata
Euodia cuspidata är en vinruteväxtart som beskrevs av Karl Moritz Schumann. Euodia cuspidata ingår i släktet Euodia och familjen vinruteväxter. Inga underarter finns listade i Catalogue of Life.